# Ptychosperma caryotoides
Ptychosperma caryotoides är en enhjärtbladig växtart som beskrevs av Henry Nicholas Ridley. Ptychosperma caryotoides ingår i släktet Ptychosperma och familjen Arecaceae.
Artens utbredningsområde är Papua Nya Guinea. Inga underarter finns listade i Catalogue of Life.